# 173
El 173 (CLXXIII) fou un any comú començat en dijous del calendari julià. En aquell temps, era conegut com a any del consolat de Sever i Pompeià (o, més rarament, any 926 ab urbe condita). L'ús del nom «173» per referir-se a aquest any es remunta a l'alta edat mitjana, quan el sistema Anno Domini esdevingué el mètode de numeració dels anys més comú a Europa.

## Esdeveniments
- Gnaeus Claudius Severus i Tiberi Claudi Pompeià esdevingueren cònsols romans.[1]

## Naixements
- Maximí el Traci, emperador romà.[cal citació]